# Lakselv
Lakselv (nordsamisch Leavdnja; kvenisch Lemmijoki) ist eine Ortschaft in der norwegischen Kommune Porsanger in der Provinz (Fylke) Finnmark. Der Ort stellt das Verwaltungszentrum von Porsanger dar und hat 2250 Einwohner (Stand: 1. Januar 2024).

## Geografie
Lakselv ist ein sogenannter Tettsted, also eine Ansiedlung, die für statistische Zwecke als eine Ortschaft gewertet wird. Der Ort liegt am südlichen Ende des sich von Norden in das Land schneidenden Porsangerfjords. In Lakselv mündet der Fluss Lakselva in den Fjord.

## Wirtschaft und Infrastruktur
Am Westen des Porsangerfjords führt die Europastraße 6 (E6) Richtung Süden auf Lakselv zu. Von Lakselv führt die E6 weiter nach Süden ins im Landesinneren gelegene Karasjok. Entlang der Ostseite des Porsangerfjords führt von Lakselv der Fylkesvei 98 in den Norden. Bei Lakselv liegt der Flughafen Lakselv, Banak. Der Flughafen wird für zivile und militärische Zwecke genutzt.

## Kirche
Die Lakselv kirke ist eine Holzkirche in Lakselv. Sie wurde 1963 errichtet und hat rund 400 Sitzplätze.

## Name
Der Ortsname setzt sich aus den beiden Bestandteilen „laks“ (deutsch Lachs) und „elv“ (deutsch Fluss) zusammen. Der Name deutet auf lachsreiche Flüsse hin und kommt in Nordnorwegen mehrfach vor.

## Persönlichkeiten
- Lill Tove Fredriksen (* 1971), samische Literaturwissenschaftlerin und Hochschullehrerin
- Lars Iver Strand (* 1983), Fußballspieler